# یوزوکی آیکاوا
یوزوکی آیکاوا (انگلیسی: Yuzuki Aikawa؛ زادهٔ ۱۶ مهٔ ۱۹۸۳) بازیگر، کشتی‌گیر کشتی حرفه‌ای، مدل (شخص)، خواننده، و شخصیت‌های تلویزیونی در ژاپن اهل ژاپن است.